# Alagis de Trento
Alagis (sau Alahis), (n. secolul al VII-lea d.Hr., Geographical region of Italy⁠(d) – d. 689 d.Hr., Cornate d'Adda, Lombardia, Italia) a fost duce longobard de Trento și de Brescia, după care a devenit, pentru scurt timp, rege al longobarzilor din anul 688.
Devenit duce de Trento, Alahis, arian convins, a inițiat prima sa răscoală împotriva regelui longobard de la Pavia, Perctarit, romano-catolic, însă aceasta a eșuat, iar regele l-a capturat. Totuși, Alahis a obținut iertarea și a fost eliberat de către Perctarit. Alahis s-a revoltat din nou în 688, de această dată împotriva fiului lui Perctarit, Cunincpert, pe care l-a silit să se retragă într-un castel dintr-o insulă din mijlocul Lacului Como și a preluat domnia regală. Regimul instituit de Alahis a fost însă unul tiranic, astfel încât a pierdut curând suportul populației. În cele din urmă, în 689, Cunincpert a trecut la contraofensivă cu susținerea unor forțe recrutate din Piemont și l-a înfrânt pe Alahis în bătălia de la Coronate, pe o meandră a râului Adda, în apropiere de Lodi (în Lombardia), bătălie în care a și murit.